# فالمیرووو
فالمیرووو (به لهستانی:  Falmierowo) یک روستا در لهستان است که در گمینا وژسک واقع شده‌است.